# Аллен (Ирландия)
Аллен (англ. Allen; ирл. Alúine) — деревня в Ирландии, находится в графстве Килдэр (провинция Ленстер) у трассы R415 между Килмигом и Милтауном.